# ۴۵ (میلادی)
۴۵ (میلادی) چهل و پنجمین سال تقویم میلادی است.

## رویدادها
بر اساس مکان
امپراتوری روم
- به ژوواوم (سالزبورگ امروزی) عنوان شهرداری رومی اعطا می‌شود.[۱]
- امپراتور کلودیوس یهودیان را از روم اخراج می‌کند.
- کلودیوس ساواریا، شهر امروزی سومبات‌هی در مجارستان، را تأسیس کرد.[۲]
- سنا در مورد گمانه‌زنی‌های مربوط به املاک و مستغلات در رم، مشورت‌هایی برگزار می‌کند.[۳]

چین
- ژنرال چینی ما یوان لشکرکشی علیه شیونگنو و شیانبی (در منچوری) انجام می‌دهد.[۴]

بر اساس موضوع
دین
- طبق یک طرح سنتیِ تاریخ‌گذاری، پولس طرسوسی سفرهای تبلیغی خود را آغاز کرد.[۵]

## زادگان
- بان ژائو، اولین زن مورخ چینی (متوفی ۱۱۶)

- دومیتیلا جوان، نجیب زاده رومی (متوفی ۶۶ پس از میلاد)

- لوسیوس جولیوس اورسوس سرویانوس، سیاستمدار رومی (متوفی ۱۳۶)

- لوسیوس ویپستانوس مسالا، سخنور رومی (تاریخ تقریبی)

- پلوتارک، مورخ و زندگی نامه نویس یونانی (تاریخ تقریبی)

- پوبلیوس پاپینیوس استاتیوس، شاعر رومی (تاریخ تقریبی)

## درگذشتگان
- پومپونیوس ملا، جغرافیدان رومی (تاریخ تقریبی)
- وردان (اشک نوزدهم)، پادشاه اشکانی